# Влколинец
Влколинец (слч. Vlkolínec) сликовито је насеље града Ружомберока у централној Словачкој које је од 1993. године уврштено на УНЕСКО-в списак места Светске баштине у Европи као нетакнут пример словачке народне архитектуре и средњоевропског села на северним Карпатима. Село се налази на надморској висини од 718 метара, простире се на подручју од 7,97 км² и броји свега 35 становника (4/км²).
Име села долази од словачке речи "vlk" (у преводу на српски "вук"), а први пут је споменуто 1376. године, док се 1882. године сјединило са градом Ружомбероком. Оно је најсачуванији комплекс грађевина од дрвета, које су типичне у планинским пределима, у ширем региону. Село се састоји од 45 дрвених кућа, од којих свака има две или три собе. Дрвени торањ и барокна капела су из 18. века, а куће из 16. и 17. века су претворене у Музеј фолклора са свим предметима потребним за свакодневни сеоски живот.

## Галерија
- Сеоски крајолик Влколинеца
- Барокна капела са звоником
- Типичне куће у селу
- Кућа бр. 47
- Унутрашњост једне куће